# Онионта (Њујорк)
Онионта (енгл. Oneonta) град је у америчкој савезној држави Њујорк. По попису становништва из 2010. у њему је живело 13.901 становника.

## Демографија
Према попису становништва из 2010. у граду је живело 13.901 становника, што је 609 (4,6%) становника више него 2000. године.
| Група             | 2000.          | 2010.          |
| Белци             | 11.904 (89,6%) | 11.994 (86,3%) |
| Афроамериканци    | 515 (3,9%)     | 489 (3,5%)     |
| Азијати           | 183 (1,4%)     | 339 (2,4%)     |
| Хиспаноамериканци | 475 (3,6%)     | 825 (5,9%)     |
| Укупно            | 13.292         | 13.901         |